# Eduardo Paz Aguirre
Eduardo Paz Aguirre (Durazno, 13 de febrero de 1928 - Buenos Aires, 28 de julio de 1987), político, abogado y periodista uruguayo perteneciente al Partido Colorado. Presidió la última sesión de la Cámara de Senadores antes del golpe de Estado del 27 de junio de 1973 en Uruguay.

## Biografía
Apodado «Lalo». Nacido en Durazno, cursó estudios de abogacía en la Universidad de la República.
Falleció el 28 de julio de 1987 en Buenos Aires, Argentina.

## Carrera política
Milita en política desde muy joven; durante la presidencia de Luis Batlle Berres fue su secretario político.
Fue elegido edil por el departamento de Montevideo para el periodo 1954-1958, ese último año presidió la Junta Departamental.
En las elecciones de 1958 entra por primera vez al Parlamento, siendo electo diputado por Canelones. Sirve en dicho cargo desde 1959 hasta 1967.
En las elecciones de 1971 fue elegido senador, siendo despojado de dicho cargo por el golpe de Estado de las Fuerzas Armadas.
Como parlamentario integró en varias oportunidades la delegación uruguaya a la Asamblea Anual de las Naciones Unidas (NN.UU.).
Como senador, sirvió en esa legislatura como vicepresidente del Senado. Por esta razón le tocó presidir la última sesión legislativa del Senado—desde la tarde del día 26 y la madrugada del día 27 de junio de 1973— antes del golpe de Estado de 1973. Presidió la sesión ya que el Vicepresidente de la República—y por ende, presidente del Senado— Jorge Sapelli se encontraba realizando tratativas para intentar evitar el inminente golpe.
Tras el golpe de Estado rechazó el ofrecimiento de presidir el Consejo de Estado.
Durante la dictadura fue un decidido opositor, militando intensamente por el NO en ocasión del plebiscito de 1980. 
Con la restauración democrática en 1985 fue elegido nuevamente Senador, falleciendo en ejercicio de ese cargo el 28 de julio de 1987. La titularidad de su banca en esta legislatura pasa a ser de Francisco Forteza (hijo).

## Ámbito periodístico
Ejerció el periodismo en el Semanario Canelones, en el diario diario Acción, en el semanario Opinar y fue Director del diario La Mañana.